# Merești, Harghita
Merești (maghiară Homoródalmás sau pe scurt Almás) este satul de reședință al comunei cu același nume din județul Harghita, Transilvania, România.

## Așezare
Localitatea Merești este situată în partea de sud a județului Harghita la limita cu județul Covasna, pe valea pârâului cu același nume, la poalele vestice ale Munților Harghitei, pe drumul județean 132A, Mărtiniș -  Merești - Vârghiș.

## Date geologice
În subsolul localității se găsește un masiv de sare. Tradiția exploatării apei sărate de către localnici (din fântâni special amenajate) și a folosirii acesteia în gospodării s-a păstrat în aceasta zonă până în prezent.

## Istoric
Săpăturile arheologice făcute de-a lungul timpului pe teritoriul satului aduc dovezi materiale ale existenței omului aici încă din cele mai vechi timpuri astfel, în peșterile din Cheile Vârghișului s-au descoperit un lustruitor lucrat din os de urs de peșteră, atribuit culturii musteriene, ceramică de tip Coțofeni, piese de silex din paleolitic, ceramică aparținând culturii Wietenberg, un topor din eneolitic, un topor de tip Sălcuța, un mormânt datat în epoca bronzului timpuriu, fragmente de urne din prima epocă a fierului și o placă rotundă de os, perforată din epoca romană.
În partea de nord a satului, spre localitatea Lueta, se află o fortificație cu urme de construcții datând din epoca medievală.
La ieșirea din sat, pe malul stâng al pârâului Vârghiș, în locul numit "Câmpul Pietrei" se află o așezare dacică fortificată cu mai multe faze de locuire, începând cu secolul II î.d.Hr. până la mijlocul secolului I î.d.Hr, perioadă căreia îi aparțin mai multe descoperiri dintre care, fragmente de vase modelate cu mâna și cu roata, fusoiale, borcane ornamentate cu brâu crestat sau alveolar. Fazei a II-a de locuire, mijlocul secolului I î.d.Hr.-I d.Hr îi aparțin trei locuințe și un cuptor menajer, cu un conținut bogat în vase modelate cu mâna, vase modelate cu roata, unelte de lut piatră și fier, obiecte de podoabă, monede. Sondajele arheologice făcute în mai multe rânduri, atât în exterior cât și în interiorul fortificației au descoperit materiale ce dovedesc locuirea zonei temporar, și mai târziu, în secolele VII - VIII dar și în secolul al XII-lea -  și al XIII-lea.
Prima atestare documentară datează din anul 1333, când a fost menționat un preot al satului (sarcedos de Almas).
Începând cu anul 1876 satul Merești a aparținut de Comitatul Odorhei din Regatul Ungariei, apartenență care s-a încheiat în anul 1919, după primul război mondial. În perioada interbelică satul a făcut parte din județul Odorhei, iar din anul 1968, după desființarea Regiunii Autonome Maghiare, satul a trecut în administrarea județului Harghita.

## Economie
Economia localității se bazează pe activități în domeniul exploatării și prelucrării primare a lemnului, agroturism și în mod special pe agricultură prin cultura plantelor și creșterea animalelor.

## Atracții turistice
- Biserica unitariană construită între anii 1786 - 1793
- Peștera Merești
- Ruinele Cetății medievale
- Muzeul satului
- Cheile Vârghișului

## Localități înfrățite
- Géberjén, Ungaria
- Körösszakál, Ungaria
- Todok, Ungaria